# 제이 (1983년)
제이(1983년 4월 8일 ~ )는 대한민국의 가수 겸 배우이자 록 밴드 트랙스의 보컬이다.

## 생애
제이는 경북 울릉 출신으로 영어, 일본어에 능하다. 그는 2004년에 그룹 트랙스로 데뷔하였으며 정규 1집 초우(初雨)에서 린아, 강정우와 같이 연기를 했다. 그러나 2007년 성대 결절로 인해 성대 수술을 받았는데 생각보다 낭종의 뿌리가 깊어 수술 후 1년 동안 말을 하지 못했다고 한다. 3년의 공백기간 동안 트랙스의 베이시스트 강정우가 탈퇴하고 그는 김정모와 함께 트랙스에 남게 되었다. 그는 2009년 상반기부터 하자전담반 제로를 통해 연기자로 전향했고 김정모는 2009년 6월부터 10월 말까지 오빠밴드 멤버로 활약하면서 트랙스도 인기를 얻게 되었다. 그 해 2009년 12월경 음반을 발매하려고 했으나 그러지 못하고 2010년 1월 23일 《뮤직뱅크》에서 '가슴이 차가운 남자 (Let You Go)'라는 곡으로 컴백하게 되었다.

## 앨범
1. The TRAX (2004, 韓)
2. Scorpio (2004, 韓.日)
3. Rhapsody (2005, 日)
4. Blaze away (2005, 韓.日)
5. 初雨 (Cold Rain/초우) (2006, 韓)
6. Resolution (2006, 韓.日)
7. Find the way (2007, 韓.日)
8. 가슴이 차가운 남자 (Let You Go) (2010, 韓)
9. 오! 나의 여신님 (2010, 韓)
10. 창문 (2011, 韓)

### 참여 앨범
1. 2006 SUMMER VACATION IN SM TOWN (2006)
2. 하이에나 O.S.T (2006)
3. 2006 WINTER VACATION IN SM TOWN (2006)
4. 빌리진 날 봐요 (2007)
5. SBS 태양을 삼켜라 (2009)

## 출연작

### TV/예능
- M.net. BAND OF BROTHERS
- 2010년 MBC 표준FM 신동 박규리의 심심타파 <화 : 문자팔로우 시즌2>
- 2010년 SBS 파워FM 김희철의 영스트리트

### 드라마
- 2009년 MBC 드라마넷 토요드라마 《하자전담반 제로》 - 민두현 역
- 2010년 KBS2 수목드라마 《프레지던트》 - 유민기 역
- 2011년 KBS1 일일연속극 《우리집 여자들》 - 이세인 역
- 2015년 SBS 심야드라마 《심야식당》 - 조진성 역
- 2015년 KBS2 수목드라마 《장사의 신 - 객주 2015》 - 민영목 역
- 2016년 KBS2 수목드라마 《공항 가는 길》 - 장현우 역
- 2017년 KBS1 일요 아침드라마 《안단테》 - 강현우 역
- 2018년 KBS2 TV소설 《파도야 파도야》 - 차상필 역
- 2019년 tvN 수목드라마 《진심이 닿다》 - 이강준 역

### MV
1. TRAX - 초우 (初雨/Cold Rain) (With. 린아, 강정우) 동이 역.[2]

## 수상 및 후보
| 연도 | 시상식       | 부문            | 작품                      | 결과 |
| ---- | ------------ | --------------- | ------------------------- | ---- |
| 2011 | KBS 연기대상 | 남자 신인연기상 | 우리집 여자들, 프레지던트 | 후보 |